# Antonín-Dvořák-Theater

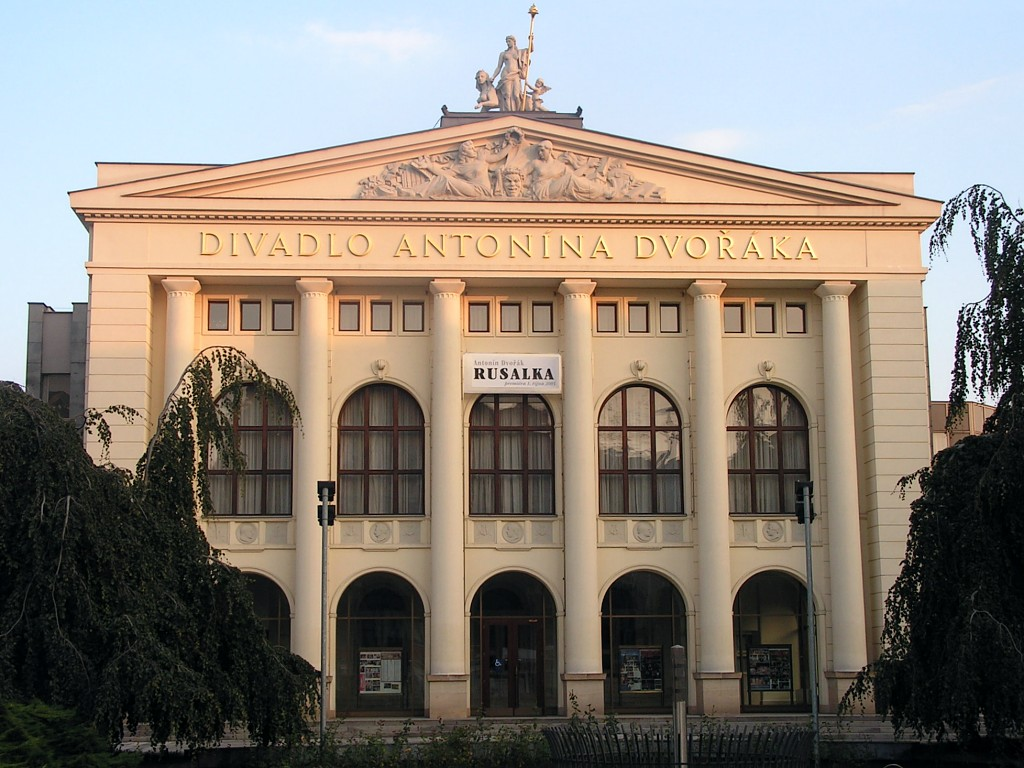
Antonín Dvořák Theater in Ostrava.

Das Antonín-Dvořák-Theater (tschechisch: Divadlo Antonína Dvořáka) in Ostrava ist ein Opernhaus in Tschechien, das am 28. September 1907 eröffnet wurde. Es ist ein Teil des Mährisch-Schlesischen Nationaltheaters, gegründet 1918. Seit 1990 ist es nach dem Komponisten Antonín Dvořák benannt.

## Geschichte
Das im neobarocken Stil von dem Architekten Alexander Graf und der Ostraver Firma Noe & Storch erbaute Gebäude. war das erste in Stahlbetonbauweise erstellte Bauwerk auf dem Boden Tschechiens.
Die Innenausstattung und die Bildhauerarbeiten der Skulpturen lag in den Händen der Firma Johann Bock & Sohn. Die an den Außenfassaden aufgestellten Standbilder waren die Arbeit der Bildhauer Eduard Smetana und Leopold Kosiga. Drama und Musik, zwei Reliefs im Hauptfoyer, hatte Helene Scholz-Zelezny gestiftet. 
Das am Anfang des 20. Jahrhunderts erbaute Gebäude war bis 1919 ausschließlich ein deutsches Theater. Nach dem Ersten Weltkrieg wurde es in Nationales Mährisch-Böhmisches Theater, 1949 in Divadlo Zdeňka Nejedlého (Zdeněk-Nejedlý-Theater) und 1990 in den bis heute gültigen Namen Divadlo Antonína Dvořáka umbenannt.